# Boohoo
Boohoo är en modebutik på nätet med huvudkontor i Manchester i Storbritannien som grundades 2006 av Mahmud Kamani och Carol Kane. Den sidan säljer kläder av eget märke och har över 36 000 olika produkter för billiga priser. Det finns även en svensk variant av sidan. År 2019 hade Boohoo tjänat 856,9 miljoner pund, vilket motsvarar över 97 miljoner svenska kronor.
Sedan Storbritannien gick ur EU i slutet av 2020 har Boohoos leveranser till resterande länder i Europa, däribland Sverige, ändrats. Detta innebär att varorna går igenom en tullkontroll innan de skickas iväg till destinationslandet, vilket görs i staden Machelen i Belgien. Dock betalas all tull av Boohoo själva.